# 소림관 지배인
"소림관 지배인"(The Owner Of Shaolin Restaurant)은 한국에서 제작된 박우상 감독의 1982년 영화이다. 최순석 등이 주연으로 출연하였고 임원식 등이 제작에 참여하였다.

## 출연

### 주연
- 최순석
- 임형국
- 국정숙
- 유병한
- 유성

## 기타
- 조명: 장기종
- 녹음: 유창국